# Salt Creek
Salt Creek è un centro abitato (census-designated place) degli Stati Uniti d'America, situato nella contea di Pueblo dello stato del Colorado. Nel censimento del 2000 la popolazione era di 648 abitanti.

## Geografia fisica
Secondo i rilevamenti dell'United States Census Bureau, Salt Creek si estende su una superficie di 1,1 km².